# Steuerberatungskosten
Als Steuerberatungskosten werden in Deutschland Kosten bezeichnet, die dem Steuerpflichtigen bei der Erfüllung seiner aus den Steuergesetzen abgeleiteten Verpflichtungen entstehen. Wesentlichster Bestandteil sind die Kosten, die bei der Inanspruchnahme eines Steuerberaters entstehen, auch Fachliteratur, Software zur Erstellung der eigenen Steuererklärung oder Beiträge zum Lohnsteuerhilfeverein fallen aber ebenfalls unter den Begriff. Details werden in einem am 21. Dezember 2007 veröffentlichten BMF-Schreiben geregelt.

## Steuerberater
Die durch Inanspruchnahme eines Steuerberaters entstehenden Gebühren sind detailliert durch Verordnung geregelt. Die letzte umfangreiche Anpassung dieser Gebühren erfolgte im Dezember 2012.

## Steuerliche Behandlung
Steuerberatungskosten unterliegen selbst einer besonderen steuerlichen Behandlung.

### Altregelung bis 2005
Bis 2005 waren Steuerberatungskosten, wenn sie weder Betriebsausgaben noch Werbungskosten waren, als Sonderausgaben unbegrenzt steuerlich abzugsfähig.

### Neuregelung ab 2006
Seit dem 1. Januar 2006 sind Steuerberatungskosten nur noch abzugsfähig, wenn es sich um Betriebsausgaben oder Werbungskosten handelt. Alle anderen Steuerberatungskosten sind dem privaten Bereich zuzuordnen und nicht mehr als Sonderausgaben abzugsfähig.
Der Bundesfinanzhof hat mit Urteil vom 4. Februar 2010 entschieden, dass dieses Abzugsverbot nicht gegen das Grundgesetz verstößt und eine entsprechende Klage abgewiesen.
Die Steuerberatungskosten für folgende Leistungen sind damit beispielsweise steuerlich abzugsfähig:
- Betriebsausgaben: Bilanz oder EÜR, Anlagen L, G und S, betriebliche Steuererklärung USt, GewSt
- Werbungskosten: Anlagen N, KAP, V und SO

### Beschränkte Steuerpflicht
Im Rahmen der beschränkten Steuerpflicht gelten seit dem Veranlagungszeitraum 2006 die gleichen Regeln wie bei unbeschränkter Steuerpflicht. Ein entsprechendes BMF-Schreiben wurde am 17. April 2007 als Reaktion auf die Entscheidung des Europäischen Gerichtshofes in der Rechtssache "Conijn" veröffentlicht.